# Erioptera bryantiana
Erioptera bryantiana är en tvåvingeart som beskrevs av Alexander 1929. Erioptera bryantiana ingår i släktet Erioptera och familjen småharkrankar. Inga underarter finns listade i Catalogue of Life.